# Simopteryx torquataria
Simopteryx torquataria är en fjärilsart som beskrevs av Walker 1860. Simopteryx torquataria ingår i släktet Simopteryx och familjen mätare. Inga underarter finns listade i Catalogue of Life.